# 雨 (森高千里の曲)
「雨」（あめ）は、1990年9月10日に森高千里が発表した楽曲、および11枚目のシングル。

## バージョン違い
「雨」は非常に多くのアレンジ違いが存在する。オリジナルシングルでは1番のサビの歌詞が短いものが用いられているが、他アレンジでアルバムに収録される際はほぼすべて1番のサビの歌詞が長いものとなっている。サビの短いオリジナルシングルバージョンは『THE FIRST BEST SELECTION '87～'92』（2015年11月25日）や『ザ・シングルス』（2012年8月8日）等に収録されている。
- 雨（Album version） - 『古今東西』（1990年10月17日）収録。シングルはこのアルバムからの先行リリースであった。アレンジ自体はシングルとは異なり、雨音が追加されている。1番のサビが長い。
- 雨（ロック･バージョン） - 『ザ・森高』（1991年7月10日）収録。エレキギターを用いたロックアレンジ。1番のサビが長い。
- 雨（Full Length Version） - 『DO THE BEST』（1995年3月25日）、『MY FAVORITES』（2004年11月26日）収録。アレンジはオリジナルシングルバージョンのままで、1番のサビが長い。
- 雨 (1999) - 『まひるの星』（1999年5月19日）カップリング、『mix age*』（1999年11月3日）収録。アコースティックアレンジ。1番のサビが長い。
- 雨（as right as rain mix） - アレンジを新たにし、シングルとして発表（2009年11月25日）。ボーカルの再録音はされていない。1番のサビが長い。
- 雨（セルフカバー） - 『デビュー25周年企画 森高千里 セルフカバー シリーズ“LOVE”Vol.4』（2013年12月4日）収録。 1番のサビはシングル同様短い。

## カップリング曲
カップリングの「カップ・ミュードル」はアルバム未収録楽曲である。当時、森高の様なアイドルともアーティストとも区分できなかったタイプの新しい歌手について、一部ではミュージック・アイドルの略称で「ミュードル」という呼び方をされていた。しかしミュードルは一般に広がることなく消えて行ったため、それをカップ・ヌードルと引っ掛けて歌詞にした。

## シングル収録曲
1. 雨 [4:31]
  - 作詞：森高千里、作曲：松浦誠二、編曲：斉藤英夫
2. カップ・ミュードル
  - 作詞：森高千里、作曲・編曲：斉藤英夫

## コンピレーション・アルバム収録
- Super collection DREAM melody of memories
- Girls JAPANESE BEST HITS COLLECTION MY MEMORIES II
- FUN Greatest Hits of 90's
- J-POP CAFE
- ALWAYS WITH YOU 〜いつも心に青春の歌〜
- 夢みるバラード〜Dream

## カヴァーしたアーティスト
- リタ・クーリッジ（1991年7月21日、カバーアルバム『Dancing with an Angel』に収録）
- 馬萃如（1991年、北京語版「不能怨你只能怨自己」、アルバム『什麼樣的愛你才會懂』に収録）
- 譚又銘（セシリア・タム）（1991年、広東語版「雨中的抱擁」、アルバム『終於找到LOVE』に収録）
- エレーヌ・ホー（中国語版）（1992年12月、広東語版「夜深雨中」、アルバム『Elaine』に収録）
- 松下萌子（2003年1月8日、同名シングルに収録）
- Springs（2003年3月26日、アルバム『Springs Super Best』に収録）
- 市川由衣（2003年11月12日、同名シングルに収録）
- 上野未来（2003年11月21日、同名シングルに収録）
- CEYREN（2006年3月1日、同名シングルに収録）
- 美吉田月（2007年8月22日、カバーアルバム『pure flavor #1〜color of love〜』に収録）
- 杏里（2007年9月12日、カバーアルバム『tears of anri』に収録）
- 仲村みう（2008年1月9日、アルバム『STAND MY GROUND』に収録）
- 沢田知可子（2009年2月25日、アルバム『歌姫ものがたり』に収録）
- 火野正平 (2009年3月4日、 アルバム 『ウーマン達への子守唄』に収録)
- 稲垣潤一 (duet with 森高千里)（2009年10月28日、カバーアルバム『男と女2』に収録）
- 今井ゆうぞう（2010年5月19日、カバーアルバム『君と歩いた時間』に収録）
- 矢島舞美(℃-ute) (2013年2月6日、℃-uteの20thシングル「この街」初回限定版A・Bに収録)